# Most Klapák (Hradec Králové)
Most Klapák je pěší a cyklistický most přes Orlici v Hradci Králové. Spojuje místní části Malšovice (ul. Přímská) a Slezské Předměstí (ul. Na Mlejnku). Jedná se o britský ženijní příhradový most typu Bailey Bridge, kterých se v ČR dosud nachází několik.

## Popis a historie
Byl vyroben v roce 1944 a postaven byl brigádnicky v letech 1947–1949 v rámci mezinárodní poválečné pomoci organizace UNRRA, přičemž roku 1947 místní národní výbor zažádal zemský národní výbor o dvouproudový most. Jako náhrada požadovaného mostu byl dodán jednoproudový most typu Bailey Bridge, který byl instalován v roce 1949. Na jeho místě býval přívoz, který fungoval až do konce 2. sv. války.
Lidově se mu říká „Klapák“, „Železňák“, „Drnčák“ či „Bouchák“ – tyto přezdívky si vysloužil zejm. kvůli hluku, jaký vydával v době, kdy přes něj ještě jezdily automobily. V současnosti leží v oblasti chráněného území Přírodní park Orlice a je určen jen pro pěší a cyklisty. První rekonstrukce mostu byla provedena v 70. letech 20. století, kdy došlo k úpravě vozovky mostu. V 80. letech 20. století došlo k její úplné výměně. Vzhledem ke stížnostem na hlučnost mostu došlo v roce 1982 k jeho uzavření pro silniční dopravu, vjezd motorových vozidel je na most zakázán dodnes. 17. listopadu 2000 byl most slavnostně znovuotevřen po rekonstrukci. Tímto krokem klesla nosnost mostu z 10 na 5 t. V souvislosti s dříve plánovanou přestavbou hradeckého stadionu „Pod Lízátky“ na multifunkční arénu „Park Malšovice“ a s tím souvisejícím nárůstem zátěže Gočárova okruhu se ale uvažovalo o jeho občasném opětovném zprůjezdnění pro automobily.
Od roku 2002 se u mostu každoročně na konci května konaly v rámci populárně-naučného projektu „Most Bailey Bridge a významné bitvy 2. světové války“ rekonstrukce nejrůznějších bitev 2. světové války, ve kterých hrály důležitou úlohu právě mosty Bailey Bridge. Tuto tradiční akci pravidelně pořádalo občanské sdružení Garda města Hradce Králové a zúčastňovaly se jí přední kluby vojenské historie a majitelé historické vojenské techniky z ČR i ze zahraničí.
V roce 2022 prochází generální rekonstrukcí.

## Fotogalerie

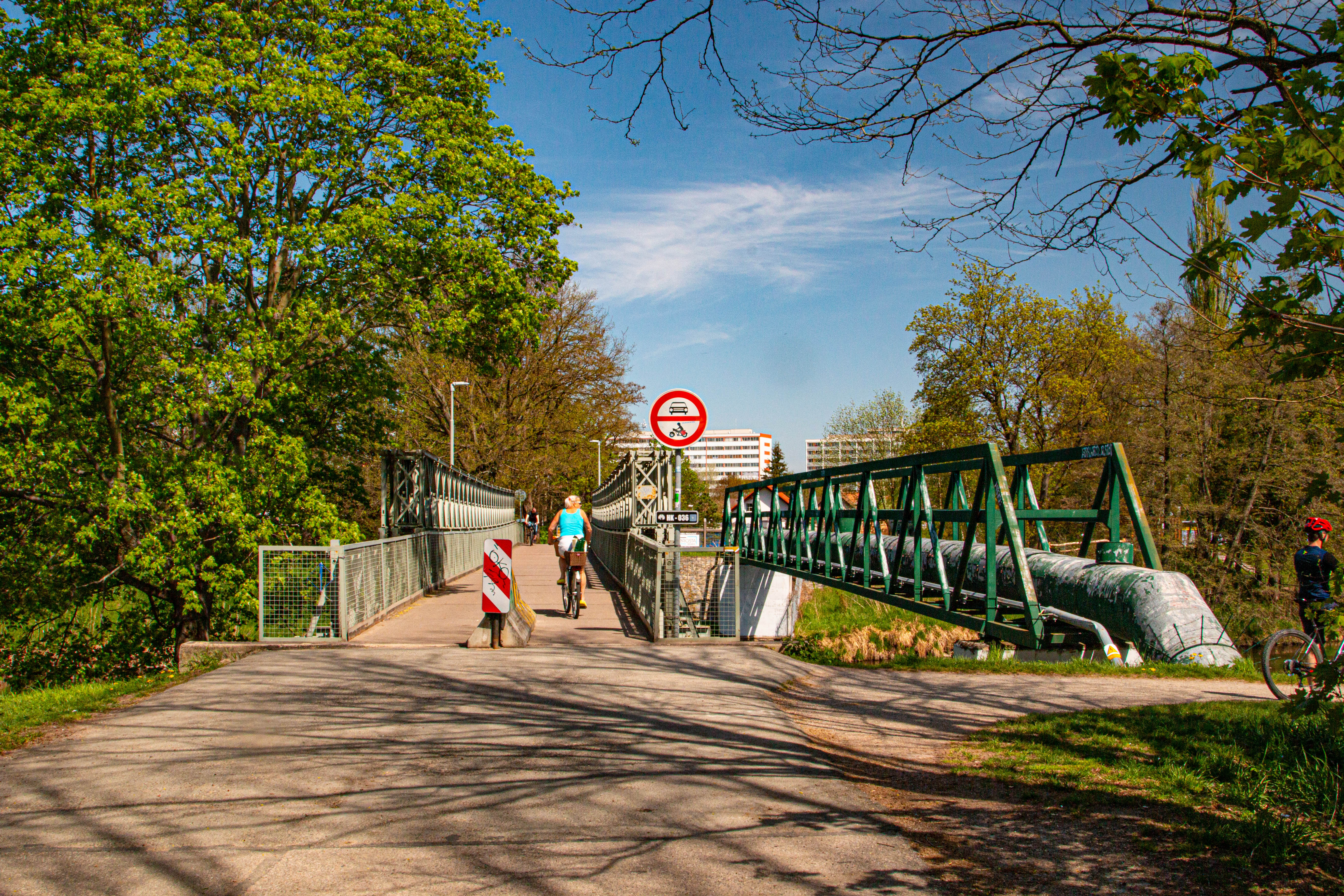
Cesta po mostu Klapák
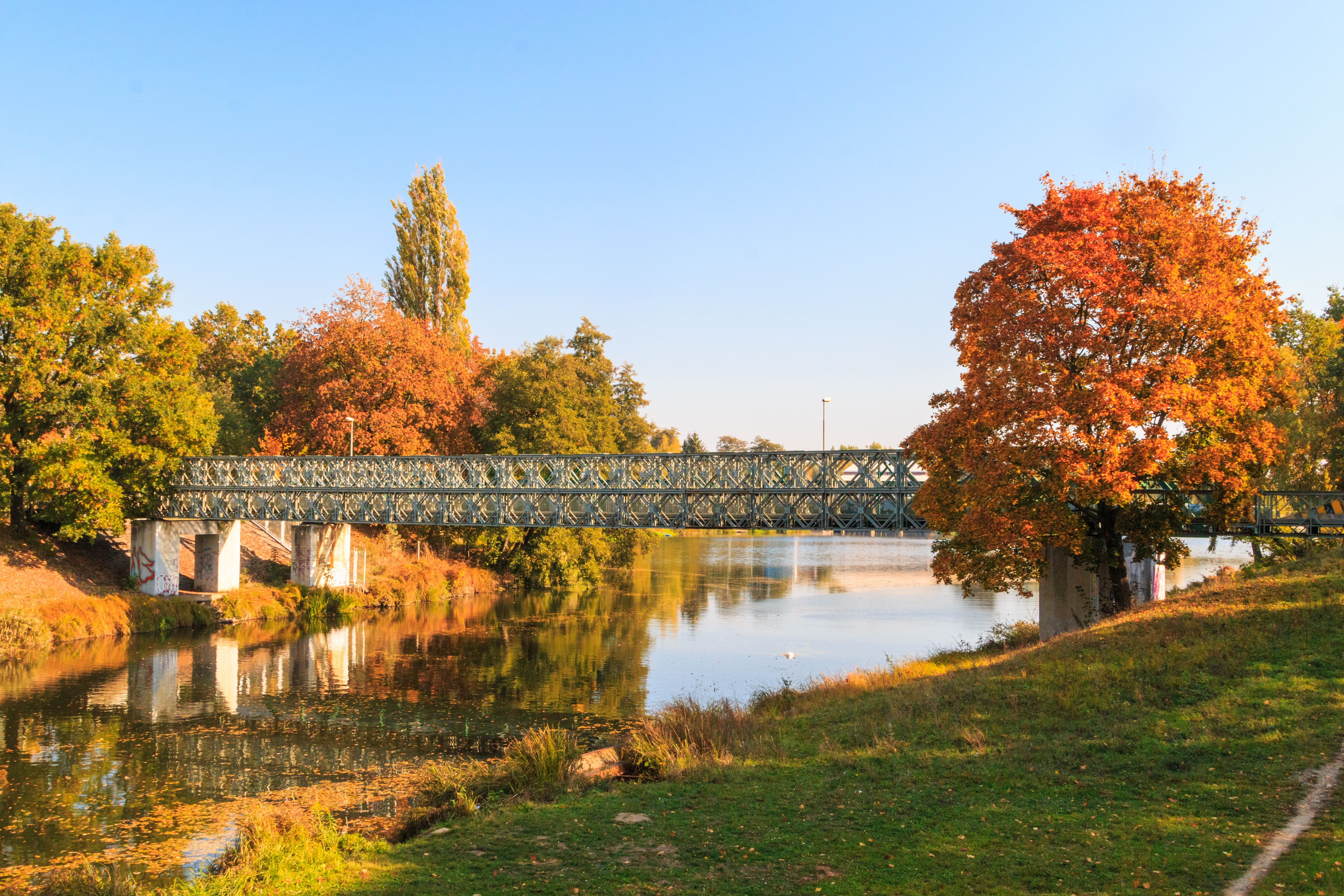
Podzimní pohled na most Klapák
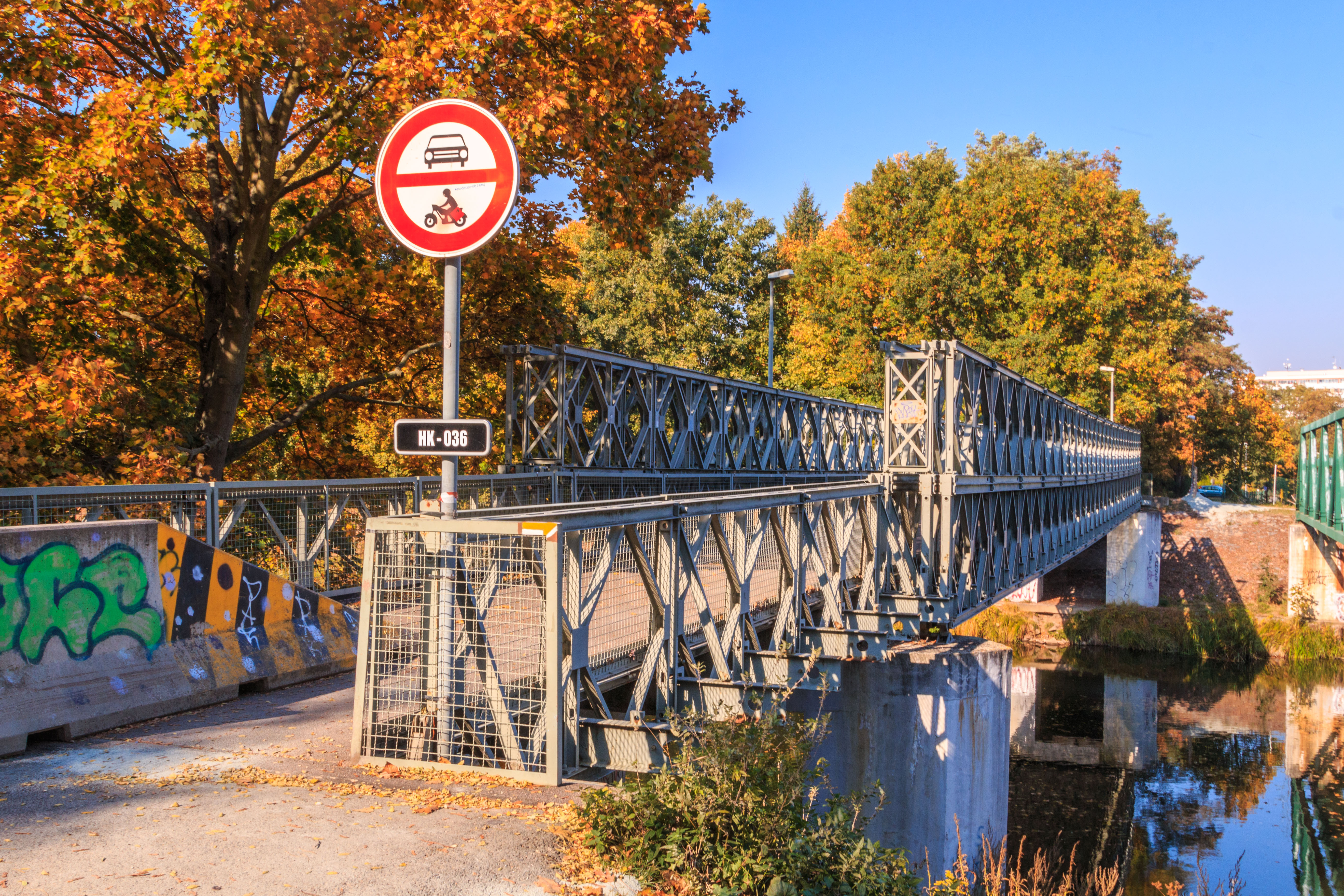
Most Klapák